# M-1989 (対空自走砲)
M-1989は、朝鮮民主主義人民共和国（北朝鮮）によって開発された30mm対空自走砲である。また、改良型としてM-1992が存在するほか、搭載砲を23mm機関砲と判断してSPAG-23-2と表記する資料もある。
なお、「M-1989」「M-1992」はアメリカ合衆国国防総省が識別のため付与した名称であり、北朝鮮の制式名ではない。

## 概要
北朝鮮は、1980年代の初めごろからレーダーを搭載した対空自走砲の開発を開始したとみられており、1983年末にはアメリカの中央情報局が試作車両の存在を確認している。開発のベースとなったのはソ連製のZSU-23-4対空自走砲とみられ、これは1970年代初頭にソ連から少数を入手したものだと考えられている。
搭載する機関砲は、ZSU-23-4が「AZP-23M」23mm4連装機関砲を搭載したのに対し、「AK-230」30mm連装機関砲を搭載しているとみられる（ただし、30mmではなく23mm機関砲を装備しているとする資料も多い）。AK-230は1960年代にソ連で開発された艦載機関砲で、北朝鮮海軍でも使用されている。艦載型は水冷式砲身を持つリボルバーカノンであり、1門あたり毎分1000発の射撃速度と3-4kmの有効射程で、30×210mm砲弾を発射できる。これはZSU-23-4の機関砲よりも有効射程が長く、威力の高い砲弾を使用しているため、特に遠距離目標への射撃でZSU-23-4よりも高い能力を持つとみられる。
搭載するレーダーは、外観はZSU-23-4の「RPK-2」に似ているが、こちらも艦載用の「MR-104 ルス（NATOコード:ドラム・ティルト）」に近いとされる。原型のMR-104はAK-230と連携可能な砲管制レーダーで、C/Xバンドで動作する。北朝鮮では国産化が試みられ、他の対空兵器とも組み合わされている。
車体は、ZSU-23-4の「GM-575」車体をベースにしている。原型のGM-575は車体前面上部で15mm（55度）の装甲があり小火器や砲弾片に抗堪できるほか、NBC防護能力を持つが、水陸両用能力はない。
国際戦略研究所の「The Military Balance 2023」では、2023年時点の保有装備としてM-1992が記載されている。